# Prosuberites inconspicuus
Prosuberites inconspicuus är en svampdjursart som beskrevs av Thiele 1898. Prosuberites inconspicuus ingår i släktet Prosuberites och familjen Suberitidae.
Artens utbredningsområde är havet kring Japan. Inga underarter finns listade i Catalogue of Life.